# Alison Louise Kennedy

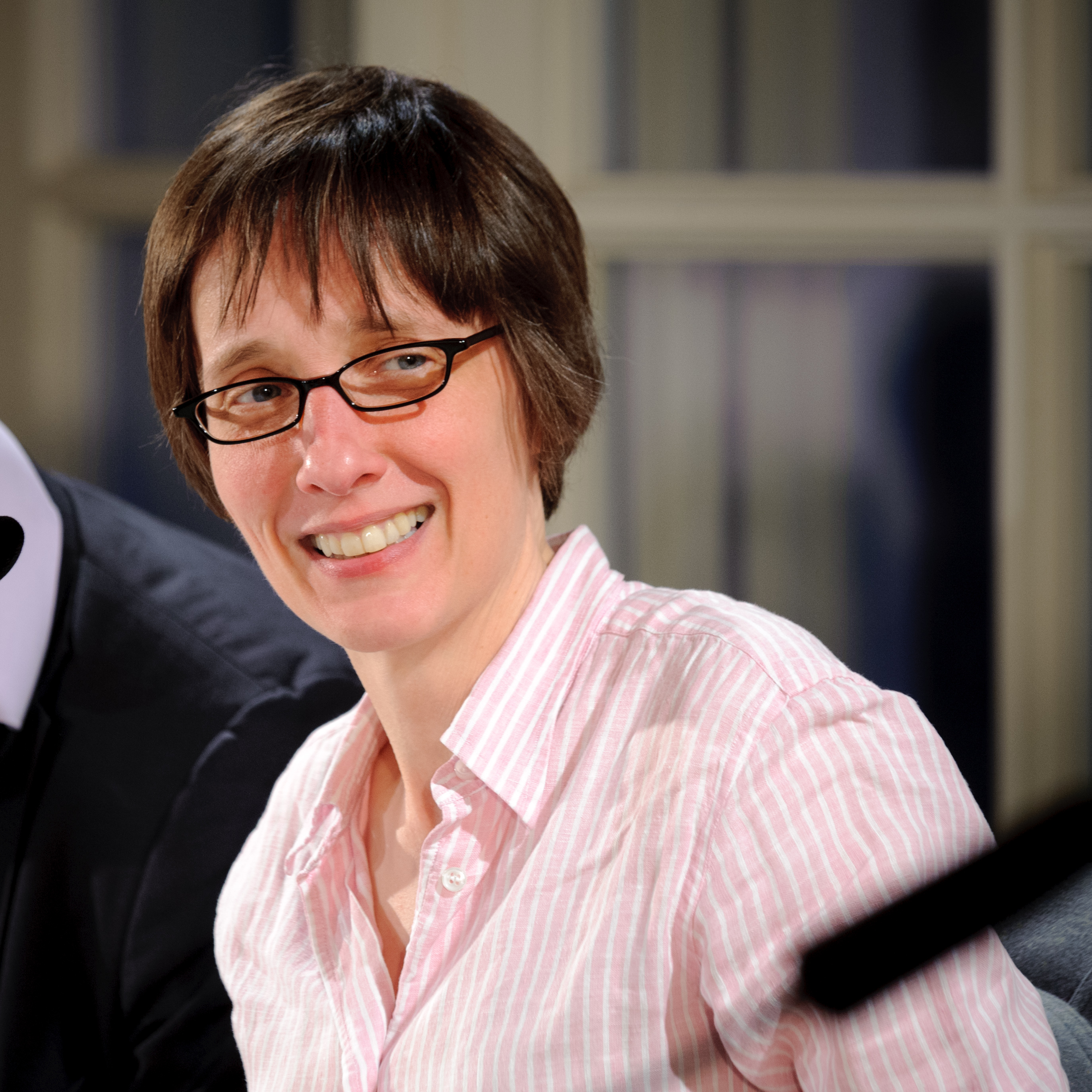
Alison Louise Kennedy (2012)

Alison Louise Kennedy, född 22 oktober 1965 i Dundee, är en skotsk författare av romaner, noveller och essäer. Kennedy debuterade med novellsamlingen Night Geometry & the Garscadden Trains 1990, för vilken hon erhöll bland annat John Llewellyn Rhys Prize och The Saltire Society Scottish First Book of the Year Award. Sedan 1993 har Kennedy varit ett av få återkommande namn på Granta Magazines lista över Best of Young British Novelists. 
Kennedy är en mångsidig författare vars karaktärsdrivna berättelser utmärks av en stor lyhördhet för psykologiska nyanser och en mörk drastisk humor. Vid sidan av sitt författarskap är Kennedy även verksam som ståuppkomiker, lärare, kolumnist och kritiker. Sedan år 2005 är hon ledamot i Royal Society of Literature. På svenska introducerades hon med den flerfaldigt prisbelönade romanen Day (Bastion, 2008) - en suggestiv roman om en ung brittisk flygsergeants väg tillbaka till livet efter andra världskriget.  

## I svensk översättning
- Day, 2008, Bastion förlag.

## Litterära priser och utmärkelser i urval
- John Llewellyn Rhys Prize, 1990
- Scottish Arts Council Book Award, 1991
- The Saltire Society Scottish First Book of the Year Award, 1991
- Costa Book Award, 2008
- The Lannan Foundation Literary Award, 2007
- The Austrian State Prize for European Literature, 2007
- Saltire Award, 2008
- Eifel Preis, 2008